# Dollosaurus lutugini
Il dollosauro (Dollosaurus lutugini) è un rettile marino estinto, appartenente ai mosasauri. Visse nel Cretaceo superiore (Campaniano, circa 78 milioni di anni fa) e i suoi resti fossili sono stati ritrovati in Europa orientale (Russia e Svezia).

## Descrizione
Questo animale è noto principalmente per uno scheletro parziale, con tanto di cranio, rinvenuto nel bacino di Donetz nella Russia europea meridionale. Doveva essere un animale robusto, dotato (come tutti i mosasauri) di un corpo idrodinamico e di zampe trasformate in strutture simili a pagaie. Dollosaurus era molto simile a un altro mosasauro più diffuso e conosciuto, Prognathodon, con il quale è spesso confuso. Le due forme si assomigliano principalmente per gli zigosfeni e gli zigantri funzionali, le ossa caudali (chevron) fuse sulle vertebre, e il numero ridotto di grandi denti pterigoidi. In ogni caso, sembra che Dollosaurus rappresentasse una forma basale, forse ancestrale a Prognathodon.

## Classificazione
Dollosaurus lutugini è stato descritto per la prima volta nel 1901 da Yakovlev, sulla base di fossili ritrovati nella Russia europea. Successivamente sono stati ritrovati altri fossili in Svezia (Lindgren, 2005). Alcuni studi hanno determinato che Dollosaurus altro non era che una specie di Prognathodon (Lingham-Soliar e Nolf, 1989), ma ulteriori studi sembrerebbero confermare differenze nella morfologia dei denti e delle vertebre. Dollosaurus e Prognathodon potrebbero rappresentare linee evolutive separate, originatesi però da un antenato comune, o forse Dollosaurus rappresenterebbe il taxon più basale della linea evolutiva di Prognathodon.

## Significato del nome
Il nome generico Dollosaurus è in onore di Louis Dollo, un famoso paleontologo belga che studiò i mosasauri. L'epiteto specifico, lutugini, è invece in onore di Leonid Ivanovich Lutugin, un geologo e cartografo russo che studiò il bacino di Donetz dove furono trovati i fossili.